# Archives de l'État de Berne
Les Archives de l’État de Berne (Staatsarchiv Bern en allemand) sont les archives cantonales de Berne, en Suisse.